# هلن ویکتوریا مک‌کی
هلن ویکتوریا مک‌کی (انگلیسی: Helen Victoria Mackay) (۲ آوریل ۱۸۹۷–۱۹۷۳) مجسمه‌ساز اهل بریتانیا بود.

## زندگی‌نامه
مک‌کی در کاردیف، ولز به دنیا آمد. پدرش پیمانکار راه‌آهن و صاحب معدن بود، هنگامی که هلن کودک بود پدرش خانواده را ترک کرد و هلن توسط مادرش بزرگ شد. او قبل از تحصیل در مدرسه هنری پلی تکنیک ریجنت استریت در مرکز لندن در کالج بانوان چلتنهام حضور یافت. در آنجا مدال‌های زیادی را برای مجسمه‌هایش به دست آورد. او پس از فارغ‌التحصیلی، استودیویی را در لندن تأسیس کرد. هلن مجسمه‌هایی را با موضوعات حیوانات، زیورآلات باغ و نیم تنه‌های پرتره در برنز، سنگ، سرب و چوب را تولید کرد.
مک‌کی در طول زندگی حرفه‌ای خود آثاری را در آکادمی سلطنتی لندن، مؤسسه هنرهای زیبای رویال گلاسکو، آکادمی سلطنتی اسکاتلند در ادینبورگ، با انجمن زنان هنرمند و گالری هنر واکر در لیورپول به نمایش گذاشت. در سال ۱۹۳۲ او به عنوان عضو وابسته انجمن سلطنتی مجسمه سازان بریتانیا انتخاب و در سال ۱۹۵۲ به عنوان عضو انجمن انتخاب شد. مک‌ای در سال ۱۹۷۳ در فولام لندن درگذشت.